# Ribozym
Et ribozym (fra ribonukleinsyre enzym, også kaldet RNA-enzym eller katalytisk RNA) er et RNA-molekyle, der katalyserer en kemisk reaktion. Mange naturlige ribozymer katalyserer enten hydrolyse af en af dets egne fosfodiesterbindinger eller hydrolysen af bindinger i andre RNA-strenge, men de har også vist sig dygtige i katalysen af ribosomets aminotransferaseaktivitet.
Forskere inden for studiet af livets oprindelse har produceret ribozymer i laboratoriet, der er i stand til at katalysere deres egen syntese under særlige betingelser, så som et RNA-polymerase-ribosym. Mutagenese og selektion er blevet udført med det resultat at forbedrede varianter af "Round-18"-polymeraseribozym er blevet isoleret i 2001. "B6.61" er er i stand til at tilføje op til 20 nukleotider til en primer-skabelon på 24 timer, indtil den nedbrydes ved hydrolyse af dens fosfodiesterbindinger.
Nogle ribozymer kan spille en vigtig rolle som terapeutiske midler, som enzymer med skræddersyede RNA-sekvenser, som biosensorer og til anvendelse i funktionel genomics og genopdagelse.

## Opdagelse
Før opdagelsen af ribozymer var enzymer, der er definerede som katalytiske proteiner, de eneste kendte biologiske katalysatorer. I 1967 foreslog Carl Woese, Francis Crick og Leslie Orgel for første gang, at RNA kunne agere som katalysator. Denne idé var baseret på den opdagelse, at RNA kan danne komplekse sekundærstrukturer. De første ribozymer, der blev opdaget i 1980'erne af Thomas R. Cech, som havde studeret RNA-splejsning i fimrebehårede protozo Tetrahymena thermophila, og Sidney Altman, som havde arbejdet med det bakterielle RNase P-kompleks. Disse ribozymer blev fundet i intronen af et RNA-transkript, som fjernede sig selv fra transkriptet,såvel som i RNA-komponentet af RNase P-komplekset, sem er involveret i modningen af præ-tRNAer. I 1989 fik Thomas R. Cech og Sidney Altman tildelt Nobelprisen i kemi for deres "opdagelse af RNA's katalytiske egenskaber." Termen ribozym blev første gang introduceret af Kelly Kruger et al. i 1982 i en artikel udgivet i magasinet Cell.
Det havde været en fasttømret tese i biologien, at katalyse var forbeholdt proteiner. I bakspejlet giver katalytisk RNA dog god mening. Dette er baseret på det gamle spørgsmål angående livets oprindelse: Hvad kom først; enzymer, der gør cellens arbejde; eller nukleinsyrer, der bærer på den information, der behøves for at producere enzymerne? Nukleinsyrer som katalysatorer omgår dette problem.
I 1970'erne studerede Thomas Cech ved University of Colorado at Boulder udsplejsningen af introns i et ribosomalt RNA-gen i Tetrahymena thermophila. Mens han prøvede at oprense det enzym, der var ansvarligt for splejsningsreaktionen, fandt han ud af, at intronen kunne splejses ud i fravær af noget som helst celleekstrakt. Hvor meget de end prøvede, kunne Cech og hans kolleger ikke påvise noget protein associeret med splejsningsreaktionen. Efter meget arbejde foreslog Cech, at RNA'ets intronsekvensdel kunne bryde og gendanne fosfodiesterbindinger. Omkring samme tid studerede Sidney Altman, som er professor ved Yale University, den måde, hvorpå tRNA-molekyler efterbehandles i cellen, og han og hans kolleger isolerede et enzym kaldet RNase-P, som er ansvarligt for omdannelsen af et forstadie-tRNA til et aktivt tRNA. Til deres store overraskelse fandt de ud af, at RNase-P ud over protein indeholdt RNA, og at RNA var den essentielle komponent i det aktive enzym. Dette var en så fremmed ide, at de havde vanskeligheder i forbindelse med at publicere deres opdagelser. Det følgende år påviste Altman, at RNA kan agere katalysator, idet han viste, at RNase-P's RNA-del kunne katalysere kløvningen af forstadie-tRNA (præ-tRNA) til aktivt tRNA i fravær af enhver proteinkomponent.
Siden Cechs og Altmans opdagelser har andre forskere opdaget andre eksempler på selvkløvende RNA eller katalytiske RNA-molekyler. Mange ribozymer har enten et hairpin-formet aktivt center eller en unik sekundærstruktur, der tillader dem at kløve andre RNA-molekyler med specifikke sekvenser. Det er nu muligt at lave ribozymer, der specifikt kan kløve et bestemt RNA-kolekyle. Disse RNA-katalysatorer kan anvendes farmaceutisk. For eksempel er ribozymer blevet designet til at kløve HIVs RNA. Hvis sådanne ribozymer blev lavet af en celle, ville alle indkomne viruspartikler få deres RNA-genom kløbet af ribozymet, hvilket ville forhindre infektion.

## Aktivitet
Selvom de fleste ribozymer er forholdsvis sjældne i cellen, er deres roller nogle gange essentielle for livsprocesserne. For eksempel er den funktionelle del af ribosomer, den molekylære maskine der translaterer RNA til proteiner, fundamentalt et ribozym. Ribozymer har ofte divalente metalioner såsom Mg2+ som cofaktorer.
RNA kan også agere arvemateriale, hvilket fik Walter Gilbert til at foreslå, at cellen i tidligere tider brugte RNA både som genetisk materiale og som strukturelt og katalytisk molekyle, i stedet for, som i dag, at dele disse funktioner mellem DNA og protein. Denne hypotese blev kendt som "RNA-verdenshypotesen" i forbindelse med studiet af livets oprindelse.
Hvis ribozymer var de første molekylære maskiner brugt af tidlige livsformer, kunne tilbageværende ribozymer – såsom ribosommaskineriet – betragtes som levende fossiler for et liv baseret primært på nukleinsyrer.